# Віллонго
Віллонго, Віллонґо (італ. Villongo) — муніципалітет в Італії, у регіоні Ломбардія, провінція Бергамо.
Віллонго розташоване на відстані близько 470 км на північний захід від Рима, 65 км на схід від Мілана, 21 км на схід від Бергамо.
Населення — 7952 особи (2014).
Щорічний фестиваль відбувається 26 липня, 26 серпня. Покровитель — Sant'Anna.

## Демографія
Населення за роками:

Станом на 1 січня 2023 року в муніципалітеті офіційно проживало 1465 іноземців з 46 країн, серед них 149 громадян країн Євросоюзу та 21 громадянин України.

## Сусідні муніципалітети
- Адрара-Сан-Мартіно
- Кредаро
- Форесто-Спарсо
- Паратіко
- Сарніко
- Цандоббіо